# Lohra
Lohra è un comune tedesco di 5 597 abitanti situato nel land dell'Assia.